# Liste Deutsch-Rumänischer Gesellschaften
Die Liste Deutsch-Rumänischer Gesellschaften (Societăți Germano-Române) beinhaltet Organisationen, die das Ziel haben, die rumänische Kultur und Sprache in Deutschland zu pflegen und die freundschaftlichen Beziehungen zwischen beiden Ländern auf unterschiedlichen Gebieten zu fördern. Hierzu werden beispielsweise Seminare, Vorträge und Deutschkurse angeboten, Deutsche und Rumänen zu gemeinsamen Aktivitäten eingeladen oder Reisen organisiert.
Die meisten dieser Gesellschaften haben sich nach dem Fall der Mauer und im Zuge von Migration ab den 1990er Jahren organisiert; die Deutsch-Rumänische Gesellschaft in Leipzig wurde jedoch bereits 1984 noch zu DDR-Zeiten gegründet. Die Gesellschaften sind überwiegend als eingetragene Vereine organisiert und haben meist einen lokalen Bezug.
| Stadt      | Gesellschaft | Gründungsjahr | Mitglieder        |
| ---------- | --- | ------------- | ----------------- |
| Berlin     | Deutsch-Rumänische Gesellschaft Berlin e. V., gibt seit 1998 die Zeitschrift Deutsch-Rumänische Hefte heraus, seit 2023 von Robert Schwartz geleitet. | 1992          | 110 (Stand: 2025) |
| Leipzig    | Deutsch-Rumänische Gesellschaft e. V. | 1984          |                   |
| Hamburg    | Deutsch-Rumänischen Gesellschaft für Norddeutschland e. V.                                                                                            | 1995          |                   |
| Pforzheim  | Deutsch-Rumänische Gesellschaft Pforzheim/Enzkreis e. V.                                                                                              | 1987          | 120 (Stand: 2022) |
| Paderborn  | Deutsch-Rumänische Gesellschaft Paderborn e. V. | 2009          |                   |
| München    | Gesellschaft zur Förderung der Rumänischen Kultur und Tradition e. V.                                                                                 | 1999          |                   |
| München    | Deutsch-Rumänische Gesellschaft für Integration und Migration SGRIM e. V. (Societatea Germano-Română pentru Integrare şi Migraţie)                    | 2001          |                   |
| Berlin     | Deutsch-Rumänisches Forum e. V. | 2000          |                   |
| Heidelberg | Gesellschaft für Literatur, Musik und Kunst "Alexandru Ioan Cuza"                                                                                     | 1991          |                   |